# Amtsgericht Pölitz
Das Amtsgericht Pölitz war ein preußisches Amtsgericht mit Sitz in Pölitz, Provinz Pommern.

## Geschichte
In Pölitz bestand von 1849 bis 1879 die Gerichtskommission Pölitz des Kreisgerichtes Stettin. Das königlich preußische Amtsgericht Pölitz wurde mit Wirkung zum 1. Oktober 1879 als eines von 14 Amtsgerichten im Bezirk des Landgerichtes Stettin im Bezirk des Oberlandesgerichtes Stettin gebildet. Der Sitz des Gerichtes war Pölitz. Sein Gerichtsbezirk umfasste aus dem Kreis Randow den Stadtbezirk Pölitz, die Amtsbezirke Falkenwalde Gut, Jasenitz, Schwabach, aus dem Amtsbezirk Pölitz die Gemeindebezirke Falkenwalde, Hagen, Trestin und Zedlitzfelde sowie aus dem Amtsbezirk Stolzenhagen den Gemeindebezirk Scholwin und den Gemeindebezirk Messenthin ohne den kleinen Oderbruch und das Mönch-, Goldfisch-, Groß- und Klein-Kamelswerder. Am Gericht bestand 1880 eine Richterstelle. Das Amtsgericht war damit ein kleines Amtsgericht im Landgerichtsbezirk.
Im Jahre 1945 wurden der größte Teil Pommerns, darunter der Sprengel des Amtsgerichtes Pölitz, unter polnische Verwaltung gestellt und die deutschen Bewohner vertrieben. Damit endete die Geschichte des Amtsgerichtes Pölitz.